# Кренс, Марк
Марк Кренс (англ. Mark Krence, родился 24 августа 1976 в Честерфилде, Англия) — английский боксёр-профессионал, выступавший в супертяжелой весовой категории.

## Любительская карьера
В 1999 году стал чемпионом Англии среди любителей.

## Профессиональная карьера
Дебютировал в апреле 2000 года. В сентябре 2001 года победил по очкам Даррена Куббса (4-0). В мае 2002 года потерпел первое поражение, против британца, олимпийского чемпиона, Одли Харрисона. В 2004 году потерпел второе поражение, против украинца, Константина Призюка. Затем победил по очкам Джона Макдермотта. Проиграл 4 поединка подряд, Мэтту Скелтону, Руслану Чагаеву и два Скотту Гаммеру. В 2010 году проиграл поляку Павлу Колодзею.